# PK Manufacturing
PK Manufacturing Limited war ein britischer Hersteller von Automobilen.

## Unternehmensgeschichte
Peter Kukla, der den Restaurierungsbetrieb Kukla Restorations leitete, gründete 1981 das Unternehmen in Sandbach in der Grafschaft Cheshire. Er begann mit der Produktion von Automobilen und Kits. Der Markenname lautete Jimi. Die Fahrzeuge wurden auch nach Afrika und in die Karibik exportiert. 1984 endete die Produktion. Insgesamt entstanden etwa 67 Exemplare, davon 8 als Bausatz.

## Fahrzeuge
Das einzige Modell war der Jimp. Designer war Steve Kirk. Es war ein kleines Mehrzweckfahrzeug, auch als Pick-up erhältlich. Die Basis bildete das Fahrgestell vom Reliant Kitten. Aluminiumpaneele bildeten die Karosserie. Ein Vierzylindermotor von Reliant mit 848 cm³ Hubraum und 46 PS Leistung trieb das Fahrzeug an. Die Windschutzscheibe war zweigeteilt. In einigen Fällen war das Reserverad auf der Motorhaube montiert. Das Fahrzeug war bei einem Radstand von 215 cm 335 cm lang, 139 cm breit und 147 cm hoch. Das Leergewicht betrug 550 kg.